# شبيهات مجنحات باتاغونيا
شبيهات مجنحات باتاغونيا (الاسم العلمي:†Patagopterygiformes) هي أصنوفة منقرضة من الزواحف تتبع رتيبة طيريات الذيل من نظيرات الطيور.

## التصنيف
- مجنحة باتاغونيا